# Bufador de fulles

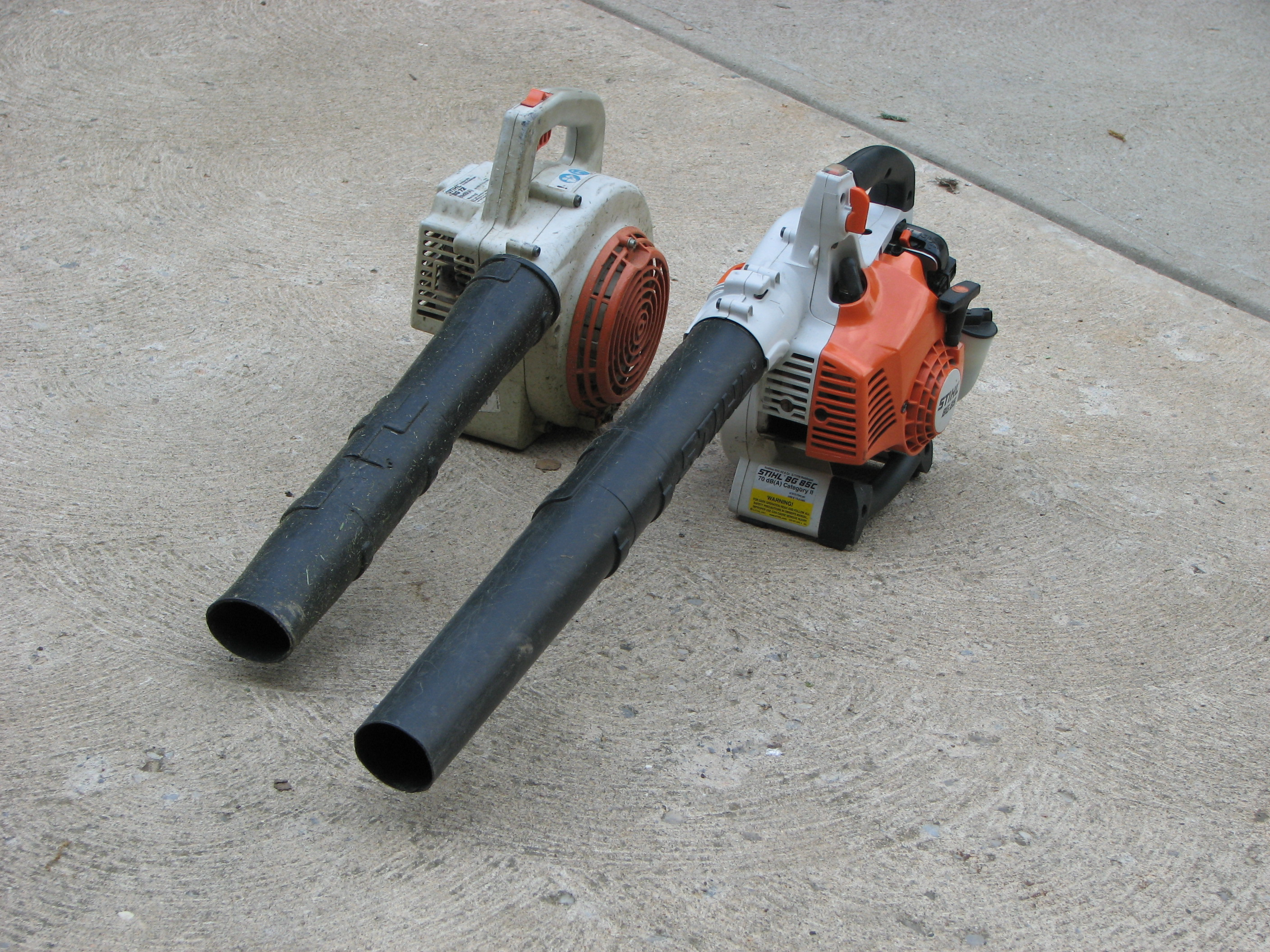
Bufadors de fulles

Un bufador de fulles, conegut simplement com a bufador, és una eina de jardineria que impulsa l'aire fora d'un broquet per moure restes com ara fulles i talls d'herba. Els bufadors de fulles funcionen amb motors elèctrics o de gasolina. Els models de gasolina han estat tradicionalment motors de dos temps, però recentment es van introduir motors de quatre temps per abordar parcialment els problemes de contaminació de l'aire. Els bufadors de fulles solen ser unitats de mà autònomes o unitats muntades a la motxilla amb una vareta de mà. Aquest últim és més ergonòmic per a un ús prolongat. Les unitats més grans poden descansar sobre rodes i fins i tot utilitzar un motor per a la propulsió. Aquests de vegades s'anomenen "bufadors de fulles que caminan darrere" perquè s'han d'empènyer a mà per ser operats. Algunes unitats anomenades aspiradores de ventilador, també poden xuclar fulles i branquetes petites mitjançant un buit i triturar-les en una bossa.

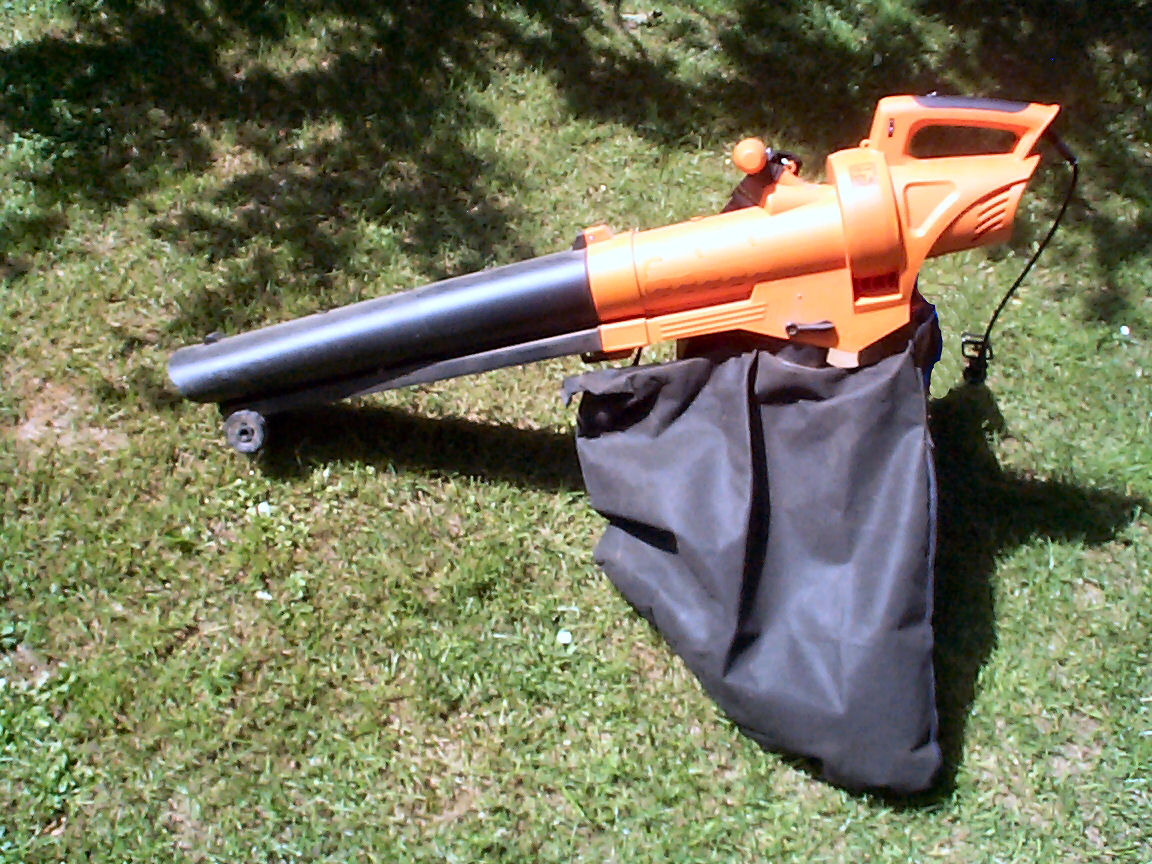
Aspirador de fulles

Els bufadors de fulles, així com les desbrossadores, són controvertits a causa dels seus impactes adversos, com ara lesions de l'operador, inclosa la pèrdua auditiva, la contaminació atmosfèrica per partícules, la contaminació acústica i la destrucció d'hàbitats ecològics. Més de 200 localitats han restringit l'ús de bufadors de fulles i moltes ciutats importants, inclosa Washington DC, estan implementant prohibicions totals a causa dels efectes negatius per a la salut dels operadors, la destrucció ecològica, la contaminació i les molèsties, inclòs el soroll. El 9 d'octubre de 2021, Califòrnia va aprovar una llei de control de la contaminació de l'aire AB1346 que eliminava els petits motors tot terreny, com els que es troben als bufadors de fulles, que entrarà en vigor l'1 de gener de 2024.

## Història

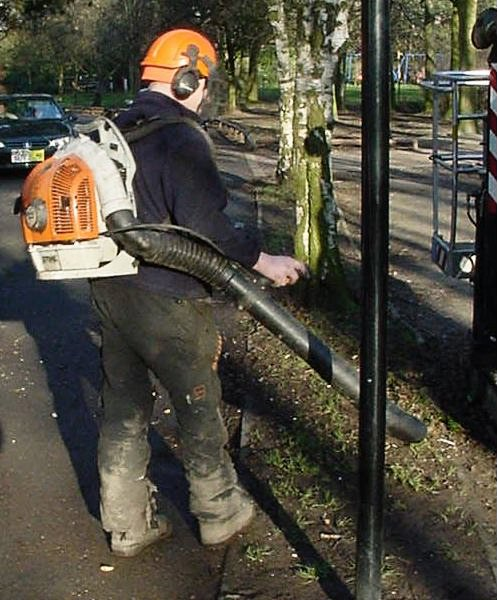
Bufador de fulles de motxilla

Els bufadors de fulles es van introduir originalment a Califòrnia. El 1990, les vendes anuals eren més de 800.000 als EUA, i l'eina s'havia convertit en un instrument de jardineria omnipresent.
Altres funcions, més enllà del simple ús del manteniment de jardins, han estat demostrades per Richard Hammond a la sèrie de televisió Brainiac, en què es va construir un aerodeslizador de mida humana a partir d'un bufador de fulles. Ser portàtil i capaç de generar velocitats de vent d'entre 140–270 milles per hora (63–121 m/s) i volums d'aire de 14 m 3 per minut, el bufador de fulles té molts usos potencials en projectes de construcció aficionats.
El bufador de fulles es va originar l'any 1947 com un aparell de nebulització de motxilla, inventat per la companyia japonesa Kyoritsu Noki. Kyoritsu va seguir aquest disseny amb una motxilla / bufador / màquina de nebulització l'any 1955. El 1968, Kyoritsu va sol·licitar una patent sobre un disseny de bufador de motxilla, i el 1972 es va establir als Estats Units com a Kioritz Corporation of America, i es diu que va tenir va inventar el primer bufador de fulles l'any 1977. L'empresa va canviar el seu nom a Echo el 1978.
Entre fabricants rivals com Stihl, Weed Eater i Husqvarna, Echo va veure com les vendes de bufadors de fulles van explotar als anys setanta. S'estima que la venda de bufadors de fulles als EUA havia superat el milió d'unitats el 1989.
Per complir amb les regulacions de Califòrnia de 1995 sobre contaminació acústica i atmosfèrica, els fabricants de bufadors de fulles van modificar els dissenys actuals del motor per complir-los. Tanmateix, les regulacions de 1999 eren molt més estrictes, i van obligar a dissenyar un motor de 2 temps més silenciós i compatible. Mentre que els bufadors de fulles s'estaven tornant més tolerables als barris suburbans dels Estats Units, moltes comunitats ja n'havien prohibit l'ús. A mitjans de la dècada del 2000 i per respondre encara més les crítiques, els fabricants van tornar a evolucionar el bufador de fulles, amb l'ús del disseny d'eines amb motor NICad (níquel-cadmi) per crear el primer bufador de fulles de bateries. Els nous dissenys de bufadors de fulles alimentats amb bateries de NiCad es van millorar encara més mitjançant les bateries d'ió de liti més potents i de major durada, que incorporen la majoria de bufadors de fulles sense fil comercialitzats avui. Els bufadors de fulles de bateries funcionen avui amb zero emissions i amb una reducció de soroll estimada del 70% (en comparació amb els nivells produïts pels seus predecessors amb motor d'explosió).

## Impacte ambiental i laboral

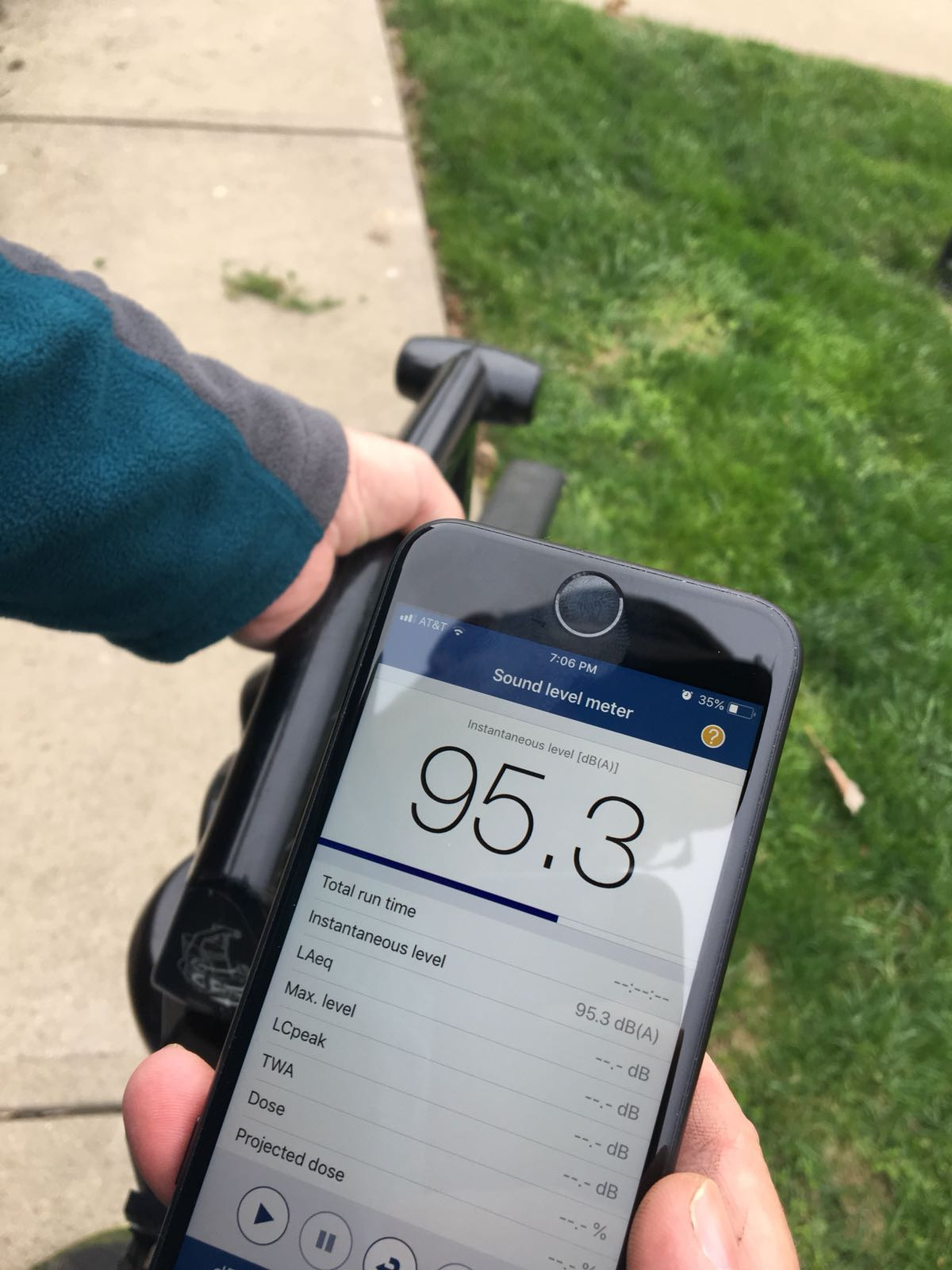
Nivell de soroll d'un bufador de fulles de gas mitjançant l' aplicació NIOSH Sound Level Meter.

Les emissions dels bufadors i d'altres equips de manteniment de jardins que funcionen amb gasolina, incloent les desbrossadores, són en general una font de contaminació atmosfèrica i, més immediatament, de contaminació acústica. Als Estats Units, les normes d'emissions dels EUA prescriuen les emissions màximes dels motors petits. Els motors de dos temps que s'utilitzen en la majoria de bufadors de fulles funcionen barrejant gasolina amb oli, i un terç d'aquesta mescla no es crema, sinó que s'emet com un aerosol d'escapament. Aquests contaminants s'han relacionat amb el càncer, les malalties del cor i l'asma. Un estudi de 2011 va trobar que la quantitat de contaminants NMHC emesa per un bufador de fulles en funcionament durant 30 minuts és comparable a la quantitat emesa per una camioneta Ford F-150 que conduïa de Texas a Alaska.
A part dels efectes adversos per a la salut del monòxid de carboni, òxids de nitrogen, hidrocarburs i partícules generades en els gasos d'escapament dels motors de gasolina, els bufadors de fulles plantegen problemes relacionats amb la pols generada pel poderós flux d'aire. Els núvols de pols causats pels bufadors de fulles contenen substàncies potencialment nocives com ara pesticides, floridura i matèria fecal animal que poden causar irritació, al·lèrgies i malalties.
La contaminació acústica també és una preocupació amb els bufadors de fulles, ja que poden emetre nivells de soroll per sobre dels necessaris per causar pèrdua auditiva tant a l'operador com a les persones properes.
Els bufadors de fulles també presenten un perill per a l'oïda laboral per al prop d'1 milió de persones que treballen en el servei de gespa i el manteniment del sòl. Un estudi recent va avaluar l'exposició laboral al soroll entre els jardiners de diverses universitats públiques de Carolina del Nord i va trobar nivells de soroll dels bufadors de fulles amb una mitjana de 89 decibels (ponderat A) i nivells màxims de pressió acústica que arribaven als 106. dB(A), ambdós superant amb escreix el límit d'exposició recomanat de 85 de l'Institut Nacional de Seguretat i Salut Laboral (NIOSH) dB(A)
Les fulles són ecològicament beneficioses, proporcionen hàbitat per a insectes i microorganismes i nutrients per al sòl. Deixar algunes fulles en lloc de treure-les totes pot donar suport a la biodiversitat.

### Prohibicions
Poc després que el bufador de fulles fos introduït als EUA, el seu ús es va prohibir a dues ciutats de Califòrnia, Carmel-by-the-Sea el 1975 i Beverly Hills el 1978, com a molèstia acústica. Actualment hi ha vint ciutats de Califòrnia que han prohibit els bufadors de fulles, de vegades només dins de barris residencials i normalment s'orienten a equips que funcionen amb gasolina. Hi ha 80 ciutats més que tenen ordenances que en restringeixen l'ús, el nivell de soroll o ambdues coses.
Washington, DC va aprovar la prohibició dels bufadors de fulles de gas el 2018. Una llei que prohibeix la venda d'equips de gespa amb gas a Califòrnia entrarà en vigor el 2024.